# Andreas Laudrup
Andreas Retz Laudrup (Nacido el 10 de noviembre de 1990 en Barcelona, España) Es un exfutbolista hispanodanés. 

## Familia
Andreas Laudrup nació en el ámbito de una familia de gran tradición futbolística. Su padre es el internacional danés Michael Laudrup exjugador entre otros de Juventus, Barcelona FC y Real Madrid entre otros. Su tío es el también internacional danés Brian Laudrup y su abuelo es Finn Laudrup. Su hermano llamado Mads Laudrup, también es futbolista y su primo Nicolai Laudrup, hijo de Brian Laudrup, también es un jugador de fútbol profesional con el club danés Lyngby BK U / Squard.

## Trayectoria
Empezó en 2003, su primer equipo fue el BK Søllerød-Vedbæk. Se fue del club en 2005 para jugar en el Lyngby BK hasta 2007. En la temporada 2007/08 jugó en el Real Madrid, en la categoría Juvenil B. Volvió al Lyngby BK. En el 2009 comenzó su carrera profesional y fichó por el F.C. Nordsjælland. En mayo de 2015, se vio forzado a abandonar el fútbol por cuestiones médicas.

## Selección nacional
Ha sido internacional con las Categorías Inferiores de la Selección Danesa.

## Clubes
| Club              | País      | Año         |
| ----------------- | --------- | ----------- |
| F.C. Nordsjælland | Dinamarca | 2009 - 2013 |
| AS Saint-Étienne  | Francia   | 2013        |

## Familia
Tiene un hermano llamado Mads Laudrup. Su padre es el legendario Michael Laudrup. Su tío es el ex internacional danés Brian Laudrup y su abuelo es Finn Laudrup. Su primo Nicolai Laudrup, hijo de Brian Laudrup, también es un jugador de fútbol profesional con el club danés Lyngby BK U / Squard.

## Palmarés

### Campeonatos nacionales
| Título            | Club             | País      | Año     |
| ----------------- | ---------------- | --------- | ------- |
| Copa de Dinamarca | FC Nordsjælland  | Dinamarca | 2009/10 |
| Copa de Dinamarca | FC Nordsjælland  | Dinamarca | 2010/11 |
| Superliga Danesa  | FC Nordsjælland  | Dinamarca | 2011/12 |
| Copa de la Liga   | AS Saint-Étienne | Francia   | 2013    |